# Pau-d'Arco (Pará)
Pau-d'Arco is een gemeente in de Braziliaanse deelstaat Pará. De gemeente telt 6.522 inwoners (schatting 2009).